# 加什-巴爾卡區
加什-巴爾卡區是厄立特里亞的一個區。西鄰蘇丹共和國，南鄰埃塞俄比亞。面積33,200平方公里，人口564,574人。首府巴倫圖。
1. ↑  . hdi.globaldatalab.org.   [2018-09-13]. （原始内容存档于2018-09-23） （英语）.